# Zabromorphus pachysomus
Zabromorphus pachysomus är en skalbaggsart som först beskrevs av César Marie Félix Ancey 1882.  Zabromorphus pachysomus ingår i släktet Zabromorphus och familjen stumpbaggar. Inga underarter finns listade i Catalogue of Life.